# Guillermo de la Roche (señor de Veligosti)
Guillermo de la Roche fue el barón de Veligosti y Damala en el Principado de Acaya, y pariente de los gobernantes del Ducado de Atenas de la familia de la Roche.

## Vida
El parentesco exacto de Guillermo y su posición dentro de la familia de la Roche es desconocida. El historiador de la Grecia franca del siglo XIX Karl Hopf propuso que fue un hermano del segundo duque de Atenas, Guido I de la Roche, que en ese momento era supuestamente el sobrino del fundador del Ducado, Otón de la Roche.  Una investigación más reciente ha establecido que Guido era en realidad hijo de Otón, dejando la identidad de Guillermo discutible. Pudo haber sido el hijo de Ponce de la Roche, hermano de Otón, quien se creyó que era el padre de Guido, o alternativamente un hijo de Otón como Guido, o un descendiente de otra rama de la familia.
Sea cual sea su origen, para 1256 Guillermo se convirtió en el señor de la Baronía de Veligosti (Miser Guglielmo de Villegorde en la historia de Marino Sanudo) en el Principado de Acaya. La forma exacta de su adquisición de este feudo es desconocido. La baronía originalmente perteneció a la familia de Mons, pero probablemente fue cedida a Guillermo después que Mateo de Mons se casara con una princesa bizantina y abandonara el Principado. Hopf hipotetizó que Guillermo podría haberse casado con una hermana de Mateo de Mons. Guillermo también ocupó la región de Damala en la Argólida como feudo-aparentemente separado del Señorío de Argos y Nauplia, que poseía Guido-y los dos dominios de Damala y Veligosti se unieron bajo el mismo título.
En 1257/58 Guillermo se involucró en la guerra de sucesión eubeota, poniéndose del lado de los triarcas lombardos de Eubea y la República de Venecia contra su soberano, el príncipe Guillermo II de Villehardouin. Como era probable que perdiera su dominio como consecuencia de este acto de rebelión, los venecianos le prometieron la suma de 1000 hiperpirones en compensación. Después del conflicto y a pesar de la victoria de Guillermo II, fue indultado y se le permitió conservar su baronía en el tratado de paz de 1262.
Guillermo fue sucedido por Jacobo de la Roche, evidentemente su hijo, mientras que a principios del siglo XIV, Reinaldo «de Véligourt», hijo de Jacobo y María Alemán, hija del barón de Patras Guillermo Alemán, es mencionado como «señor de Damala» (sires de Damalet), después la familia había perdido Veligosti (Véligourt en francés) ante los bizantinos.